# Unabhängigkeitstag (Bangladesch)

Flagge Bangladeschs, 1971 bis 1972

Der Unabhängigkeitstag Bangladeschs (bengalisch স্বাধীনতা দিবস sbādhīnatā dibas) ist der Nationalfeiertag in Bangladesch.
Er erinnert an die Erklärung der Unabhängigkeit von Pakistan in den späten Stunden des 25. März 1971 durch den „Vater der Nation“ Bongobondhu Sheikh Mujibur Rahman, bevor er von pakistanischen Truppen verhaftet wurde.
Jährlich findet an diesem Tag eine Militärparade in der Hauptstadt Dhaka statt. Die verschiedenen Regimenter der Land-, See- und Luftstreitkräfte marschieren in Paradeuniform, der Präsident, seines Amtes Oberbefehlshaber der Streitkräfte, empfängt den Salut.
Das Flaggenhissen und öffentliche Kulturprogramme finden in allen Städten statt; daneben werden sie auch von vielen privaten Organisationen, Schulen und Colleges durchgeführt. Mit patriotischen Filmen und Musik angereicherte Sonderprogramme werden in staatlichen und privaten Fernsehsendern und im Rundfunk übertragen.